# Chó Groenendael
Chó Groenendael là một loại chó nằm trong nhóm các giống chó chăn cừu Bỉ, nhưng đôi khi được coi là một giống chó khác biệt. Groenendael được công nhận với tư cách là một giống hoặc chỉ là một phần của các giống chó lớn hơn, bởi tất cả các câu lạc bộ Chăm sóc Chó lớn, chẳng hạn như Câu lạc bộ Chăm sóc Chó của Vương quốc Anh. Trong Câu lạc bộ Chăm sóc Chó Hoa Kỳ, giống chó này được gọi là Chó chăn cừu Bỉ, một thuật ngữ khác đồng nghĩa với Chó chăn cừu Bỉ, vốn mang tầm vóc, ý nghĩa rộng rãi hơn.

## Hoạt động
Chó Groenendael có thể cạnh tranh trong các cuộc thi về các khía chạnh như: độ nhanh nhẹn, vâng lời, diễn xuất, chơi ném bóng, truy dấu và các hoạt động chăn thả gia súc. Bản năng bầy đàn và khả năng huấn luyện có thể được đánh giá tại các thử nghiệm chăn nuôi không cạnh tranh. Groenendael trình diễn bản năng chăn nuôi cơ bản có thể được huấn luyện để cạnh tranh trong các thử nghiệm chăn nuôi. Một trong những hoạt động cơ bản của Chó Groenendael - Chó chăn cừu Bỉ là bảo vệ đàn. Điều này làm cho giống chó này cực kỳ hữu ích cho mục đích bảo vệ. Ngoài ra, tuy giống chó Malinois nổi tiếng với chỉ số IPO hoặc chó cảnh sát, nhưng Chó Groenendael cũng có thể được sử dụng cho mục đích này.